# Municipio de Newton (condado de Trumbull)
El municipio de Newton (en inglés: Newton Township) es un municipio ubicado en el condado de Trumbull en el estado estadounidense de Ohio. En el año 2010 tenía una población de 8875 habitantes y una densidad poblacional de 142,5 personas por km².

## Geografía
El municipio de Newton se encuentra ubicado en las coordenadas 41°10′21″N 80°57′3″O / 41.17250, -80.95083. Según la Oficina del Censo de los Estados Unidos, el municipio tiene una superficie total de 62.28 km², de la cual 61.71 km² corresponden a tierra firme y (0.91%) 0.56 km² es agua.

## Demografía
Según el censo de 2010, había 8875 personas residiendo en el municipio de Newton. La densidad de población era de 142,5 hab./km². De los 8875 habitantes, el municipio de Newton estaba compuesto por el 97.53% blancos, el 0.78% eran afroamericanos, el 0.08% eran amerindios, el 0.11% eran asiáticos, el 0.01% eran isleños del Pacífico, el 0.24% eran de otras razas y el 1.25% pertenecían a dos o más razas. Del total de la población el 0.89% eran hispanos o latinos de cualquier raza.